# Comuna Alexandru Odobescu, Călărași
Alexandru Odobescu (în trecut, Nicolae Bălcescu și Carol I) este o comună în județul Călărași, Muntenia, România, formată din satele Alexandru Odobescu, Gălățui și Nicolae Bălcescu (reședința).

## Așezare
Comuna se află în centrul județului, pe malul lacului Gălățui. Este traversată de șoseaua județeană DJ307A, care o leagă spre nord de Vlad Țepeș și spre est de Independența (în ambele comune terminându-se în DN3).

## Demografie
Componența etnică a comunei Alexandru Odobescu
     Români (93,9%)
     Alte etnii (0%)
     Necunoscută (6,1%)
Componența confesională a comunei Alexandru Odobescu
     Ortodocși (88,56%)
     Adventiști (3,8%)
     Alte religii (1,32%)
     Necunoscută (6,32%)
Conform recensământului efectuat în 2021, populația comunei Alexandru Odobescu se ridică la 2.737 de locuitori, în scădere față de recensământul anterior din 2011, când fuseseră înregistrați 2.816 locuitori. Majoritatea locuitorilor sunt români (93,9%), iar pentru 6,1% nu se cunoaște apartenența etnică. Din punct de vedere confesional, majoritatea locuitorilor sunt ortodocși (88,56%), cu o minoritate de adventiști (3,8%), iar pentru 6,32% nu se cunoaște apartenența confesională.

## Politică și administrație
Comuna Alexandru Odobescu este administrată de un primar și un consiliu local compus din 11 consilieri. Primarul, Niculae Eremia[*], de la Partidul Național Liberal, este în funcție din 2004. Începând cu alegerile locale din 2024, consiliul local are următoarea componență pe partide politice:
|  | Partid                    | Consilieri | Componența Consiliului | Componența Consiliului | Componența Consiliului | Componența Consiliului | Componența Consiliului | Componența Consiliului | Componența Consiliului |
|  | ------------------------- | ---------- | ---------------------- | ---------------------- | ---------------------- | ---------------------- | ---------------------- | ---------------------- | ---------------------- |
|  | Partidul Național Liberal | 7          |                        |                        |                        |                        |                        |                        |                        |
|  | Partidul Social Democrat  | 4          |                        |                        |                        |                        |                        |                        |                        |

## Istorie
La sfârșitul secolului al XIX-lea, dintre satele actuale exista doar satul Găunoși (astăzi Gălățui), care, împreună cu teritoriul actual al comunei, făcea parte din comuna Ciocănești-Mărgineni din plasa Borcea a județului Ialomița. Satul avea 542 de locuitori, o școală mixtă și o biserică. Anuarul Socec din 1925 consemnează aici, în plasa Ciocănești a aceluiași județ, comuna Găunoși, cu reședința în satul Găunoși, dar și cu satele Podu Lupii (astăzi, Nicolae Bălcescu), Barza (astăzi, Alexandru Odobescu) și Potcoava. În 1931, comuna Găunoși s-a separat în comuna Carol I (cu satele Carol I și Barza) și Găunoși (cu satele Găunoși și Potcoava).
După al Doilea Război Mondial, satul Carol I a primit numele de Nicolae Bălcescu, iar Barza — pe cel de Alexandru Odobescu. Comunele Nicolae Bălcescu și Găunoși au trecut în administrarea raionului Călărași din regiunea Ialomița și apoi (după 1952) din regiunea București, în timp ce comuna Găunoși s-a desființat, satul Găunoși trecând la comuna Nicolae Bălcescu și primind în 1968 numele de Gălățui. În 1968, comuna a trecut la județul Ialomița (reînființat). În 1981, o reorganizare administrativă regională a dus la transferarea comunei Nicolae Bălcescu la județul Călărași, dar, cum în urma acestei operațiuni au rezultat două comune cu același nume Nicolae Bălcescu în același județ (vezi comuna Nicolae Bălcescu), această comună a luat numele satului Alexandru Odobescu, deși reședința ei a rămas în satul Nicolae Bălcescu.

## Monumente istorice
Singurul obiectiv din comuna Alexandru Odobescu inclus în lista monumentelor istorice din județul Călărași ca monument de interes local este situl arheologic de pe ostrovul Barza, o insulă inundabilă aflată în nordul satului Alexandru Odobescu, sit ce conține urmele unei așezări din eneolitic atribuită culturii Gumelnița.